# I liga peruwiańska w piłce nożnej (2008)
Peru 2008
Mistrzem Peru został klub Universidad San Martín Lima, natomiast wicemistrzem Peru – klub Club Sporting Cristal.
Do Copa Libertadores w roku 2009 zakwalifikowały następujące kluby:
- Universitario Lima (zwycięzca turnieju Apertura)
- Universidad San Martín Lima (zwycięzca turnieju Clausura)
- Club Sporting Cristal (najlepszy w tabeli sumarycznej)

Do Copa Sudamericana w roku 2009 zakwalifikowały się następujące kluby:
- Cienciano Cuzco (4. miejsce w tabeli sumarycznej)
- Alianza Atlético Sullana (5. miejsce w tabeli sumarycznej)

Kluby, które spadły do II ligi:
- Atlético Minero Matucana (przegrany baraż)
- Sport Boys Callao (ostatnie miejsce w tabeli sumarycznej)

Na miejsce spadkowiczów awansowały następujące kluby:
- Total Clean Arequipa (mistrz II ligi)
- Inti Gas Deportes Ayacucho (wicemistrz II ligi)
- Sport Huancayo (zwycięzca turnieju Copa Perú)
- Colegio Nacional Iquitos (wicemistrz Copa Perú).

I liga powiększona została do 16 klubów.

## Torneo Apertura 2008

### Apertura 1
| Data           | Mecz |
| -------------- | --- |
| 16 lutego 2008 | Universitario Lima – Universidad San Martín Lima 1:1 Roberto Jiménez 94 – Roberto Silva 93                                              |
| 16 lutego 2008 | Juan Aurich Chiclayo – José Gálvez Chimbote 0:0                                                                                         |
| 16 lutego 2008 | Club Sporting Cristal – FBC Melgar 2:1 Miguel Ximénez 34, Carlos Lobatón 86 – Hilden Salas 73                                           |
| 16 lutego 2008 | Atlético Minero Matucana – Sport Boys Callao 3:0 Jorge Leiva 18, Edwin Retamoso 48, Ricardo Pérez 65                                    |
| 16 lutego 2008 | Coronel Bolognesi Tacna – Alianza Atlético Sullana 1:2 Juan Barros 51 – Jaime Ruiz 37, 74                                               |
| 17 lutego 2008 | Sport Áncash Huaraz – Alianza Lima 1:0 Orlando Allende 60                                                                               |
| 17 lutego 2008 | Cienciano Cuzco – Universidad César Vallejo Trujillo 4:1 Natalio Portillo 4, 25, 88, Gustavo Vassallo 69 – Richard Maria Estigarribia 7 |

### Apertura 2
| Data           | Mecz |
| -------------- | --- |
| 20 lutego 2008 | Universidad San Martín Lima – Sport Áncash Huaraz 1:0 Mario Leguizamón 51                                                |
| 20 lutego 2008 | José Gálvez Chimbote – Universitario Lima 0:1 Héctor Hurtado 19                                                          |
| 20 lutego 2008 | FBC Melgar – Juan Aurich Chiclayo 2:1 Sergio Ibarra 18, Richard Mercado 83 – Jair Butrón 48                              |
| 20 lutego 2008 | Universidad César Vallejo Trujillo – Club Sporting Cristal 0:1 Paul Cominges 86                                          |
| 20 lutego 2008 | Sport Boys Callao – Cienciano Cuzco 1:0 Carlos Lugo 92k                                                                  |
| 20 lutego 2008 | Alianza Atlético Sullana – Atlético Minero Matucana 3:1 Jaime Ruiz 5, 13, Nelinho Minzun Quina 89 – Alexander Fajardo 24 |
| 27 lutego 2008 | Alianza Lima – Coronel Bolognesi Tacna 0:1 Miguel Mostto 67                                                              |

### Apertura 3
| Data           | Mecz |
| -------------- | --- |
| 23 lutego 2008 | Club Sporting Cristal – Universidad San Martín Lima 3:4 Miguel Ximénez 44, Carlos Lobatón 49, Luís Daniel Hernández 80 – Ronald Quinteros 39, Roberto Silva 66, Alex Sánchez 70, Ryan Salazar 72 |
| 23 lutego 2008 | Coronel Bolognesi Tacna – Universidad César Vallejo Trujillo 1:1 Juan Diego González-Vigil 45 – David Soria 22                                                                                   |
| 24 lutego 2008 | Sport Áncash Huaraz – Alianza Atlético Sullana 2:1 Germán Carty 21, Raúl Vera 77 – Pedro Ascoy 80                                                                                                |
| 24 lutego 2008 | Juan Aurich Chiclayo – Universitario Lima 1:1 Roberto Holsen 74 – Héctor Hurtado 35 |
| 24 lutego 2008 | Atlético Minero Matucana – FBC Melgar 0:0 |
| 24 lutego 2008 | Alianza Lima – Sport Boys Callao 1:1 Luis Trujillo 43 – Gianfranco Espinoza 52 |
| 19 marca 2008  | Cienciano Cuzco – José Gálvez Chimbote 3:0 Natalio Portillo 19, 39, Juan Flores 44k |

### Apertura 4
| Data         | Mecz |
| ------------ | --- |
| 1 marca 2008 | Universitario Lima – Sport Áncash Huaraz 2:0 Mayer Candelo 36, 65k                                                                  |
| 1 marca 2008 | José Gálvez Chimbote – Club Sporting Cristal 1:2 Antonio Meza Cuadra 44 – Miguel Ximénez 54, Christian Ramos 84                     |
| 1 marca 2008 | Universidad César Vallejo Trujillo – Atlético Minero Matucana 2:1 Erick Torres 12, Víctor Carvajal 81 – Franco Geovanny Mendoza 88k |
| 2 marca 2008 | Universidad San Martín Lima – Juan Aurich Chiclayo 1:1 José Luis Díaz 46 – José Moisela 86                                          |
| 2 marca 2008 | FBC Melgar – Cienciano Cuzco 1:0 Sergio Ibarra 14                                                                                   |
| 2 marca 2008 | Sport Boys Callao – Coronel Bolognesi Tacna 1:3 Carlos Alberto Pérez 17 – Juan Diego González-Vigil 26, 68, Johan Vásquez 70        |
| 2 marca 2008 | Alianza Atlético Sullana – Alianza Lima 0:1 Renzo Benavides 51                                                                      |

### Apertura 5
| Data         | Mecz |
| ------------ | --- |
| 2 marca 2008 | Sport Áncash Huaraz – Sport Boys Callao 4:0 Germán Carty 7, Johnny Martín Vegas 28k, Juan Carrillo 40, Fabián Hernández 85          |
| 2 marca 2008 | Cienciano Cuzco – Universitario Lima 4:1 Masakatsu Sawa 14, Gustavo Vassallo 36, 90, Julio García 68 – Willy Rivas 4                |
| 2 marca 2008 | Club Sporting Cristal – Juan Aurich Chiclayo 1:1 Carlos Lobatón 31k – Roberto Holsen 47                                             |
| 2 marca 2008 | Atlético Minero Matucana – Universidad San Martín Lima 1:1 Jorge Leyva 79 – Roberto Silva 11                                        |
| 2 marca 2008 | Coronel Bolognesi Tacna – José Gálvez Chimbote 1:1 Jesús Chávez Salazar 20k – Angelo Cruzado 59                                     |
| 2 marca 2008 | Alianza Atlético Sullana – Universidad César Vallejo Trujillo 1:3 Jaime Ruiz 5 – Richard Maria Estigarribia 24, 90, Erick Torres 31 |
| 2 marca 2008 | Alianza Lima – FBC Melgar 0:0 |

### Apertura 6
| Data         | Mecz |
| ------------ | --- |
| 8 marca 2008 | Universidad San Martín Lima – Cienciano Cuzco 3:0 Juan Flores 2s, Mario Leguizamón 11, Roberto Silva 84                                |
| 8 marca 2008 | FBC Melgar – Coronel Bolognesi Tacna 1:1 Richard Mercado 89 – Juan Diego González-Vigil 57                                             |
| 8 marca 2008 | Sport Boys Callao – Alianza Atlético Sullana 0:1 Roberto Farfán 18                                                                     |
| 9 marca 2008 | Juan Aurich Chiclayo – Sport Áncash Huaraz 3:0 Mario Augusto Gómez 28, Roberto Holsen 53, José Guevara 80                              |
| 9 marca 2008 | Universitario Lima – Club Sporting Cristal 1:0 Donny Neyra 42                                                                          |
| 9 marca 2008 | José Gálvez Chimbote – Atlético Minero Matucana 1:0 Yoshimar Yotun 62                                                                  |
| 9 marca 2008 | Universidad César Vallejo Trujillo – Alianza Lima 2:3 Cristián Zúñiga 11, Luis Cordero 21 – Paolo Hurtado 15, Enrique Bologna 63k, 84k |

### Apertura 7
| Data             | Mecz |
| ---------------- | --- |
| 15 marca 2008    | Cienciano Cuzco – Club Sporting Cristal 4:0 Carlos Javier Solís 25, Julio García 57, Gustavo Vassallo 64, 69 |
| 16 marca 2008    | Sport Áncash Huaraz – Universidad César Vallejo Trujillo 1:0 Javier Martínez 35                              |
| 16 marca 2008    | Coronel Bolognesi Tacna – Universitario Lima 1:1 Juan Diego González-Vigil 79 – Héctor Hurtado 47            |
| 16 marca 2008    | Atlético Minero Matucana – Juan Aurich Chiclayo 1:0 Ricardo Pérez 14                                         |
| 16 marca 2008    | Alianza Atlético Sullana – José Gálvez Chimbote 3:0 Diego Bustamante 32, Jaime Ruiz 43, 61                   |
| 16 marca 2008    | Sport Boys Callao – FBC Melgar 0:0                                                                           |
| 23 kwietnia 2008 | Alianza Lima – Universidad San Martín Lima 0:1 José Díaz 68                                                  |

### Apertura 8
| Data          | Mecz |
| ------------- | --- |
| 22 marca 2008 | Juan Aurich Chiclayo – Cienciano Cuzco 1:0 Jair Butrón 68                                                       |
| 22 marca 2008 | Universidad San Martín Lima – Coronel Bolognesi Tacna 0:0                                                       |
| 22 marca 2008 | Universidad César Vallejo Trujillo – Sport Boys Callao 1:0 Carlos Lugo 54s                                      |
| 23 marca 2008 | Club Sporting Cristal – Sport Áncash Huaraz 2:1 Miguel Ximénez 68, Roberto Palacios 84 – Germán Carty 85        |
| 23 marca 2008 | Universitario Lima – Atlético Minero Matucana 2:1 Roberto Jiménez 74, Carlos Alberto Galván 86 – Jorge Leyva 45 |
| 23 marca 2008 | José Gálvez Chimbote – Alianza Lima 1:1 Johan Sotil 72 – Reimond Manco 87                                       |
| 23 marca 2008 | FBC Melgar – Alianza Atlético Sullana 1:0 Sergio Ibarra 6                                                       |

### Apertura 9
| Data          | Mecz |
| ------------- | --- |
| 29 marca 2008 | Alianza Lima – Juan Aurich Chiclayo 0:1 Fernando Rodriguez 67                                                                       |
| 29 marca 2008 | Coronel Bolognesi Tacna – Club Sporting Cristal 0:2 Miguel Ximénez 32, 66                                                           |
| 29 marca 2008 | Sport Boys Callao – Universidad San Martín Lima 2:2 Carlos Alberto Pérez 4, Marco Ruiz 21 – Ronald Quinteros 60, Josepmir Ballon 81 |
| 30 marca 2008 | Sport Áncash Huaraz – FBC Melgar 0:2 Richard Mercado 54, Hilden Salas 63                                                            |
| 30 marca 2008 | Alianza Atlético Sullana – Universitario Lima 1:0 Pedro Ascoy 53                                                                    |
| 30 marca 2008 | Atlético Minero Matucana – Cienciano Cuzco 2:2 Jorge Leyva 7, Ricky Perez 40 – Gustavo Vasallo 4, Carlos Javier Solís 79            |
| 30 marca 2008 | Universidad César Vallejo Trujillo – José Gálvez Chimbote 0:2 Johan Sotil 32, Miguel Llanos 62                                      |

### Apertura 10
| Data             | Mecz |
| ---------------- | --- |
| 4 kwietnia 2008  | Cienciano Cuzco – Sport Áncash Huaraz 3:1 Natalio Portillo 15, 40, Roberto Guizasola 45 – Raul Vera 87                             |
| 5 kwietnia 2008  | Club Sporting Cristal – Atlético Minero Matucana 4:1 Miguel Ximénez 27, 53, Renzo Sheput 45+1, Amilton Prado 86 – Rodolfo Ojeda 42 |
| 5 kwietnia 2008  | José Gálvez Chimbote – Sport Boys Callao 3:2 Claudio Velásquez 47, 92, Nick Moltalva 40s – Carlos Lugo 18, Carlos Alberto Pérez 20 |
| 6 kwietnia 2008  | Juan Aurich Chiclayo – Coronel Bolognesi Tacna 2:0 Mario Augusto Gómez 22, Roberto Holsen 67                                       |
| 6 kwietnia 2008  | Universidad San Martín Lima – Alianza Atlético Sullana 2:0 Pedro García 30, Ronald Quinteros 61                                    |
| 6 kwietnia 2008  | FBC Melgar – Universidad César Vallejo Trujillo 1:1 Richard Mercado 66 – Carlos Augusto Orejuela 88                                |
| 30 kwietnia 2008 | Universitario Lima – Alianza Lima 2:1 Donny Neyra 29, Roberto Jiménez 87 – Enrique Bologna 83                                      |

### Apertura 11
| Data             | Mecz |
| ---------------- | --- |
| 9 kwietnia 2008  | Sport Áncash Huaraz – José Gálvez Chimbote 0:0                                                                             |
| 9 kwietnia 2008  | Universidad César Vallejo Trujillo – Universitario Lima 0:0                                                                |
| 9 kwietnia 2008  | Sport Boys Callao – Juan Aurich Chiclayo 1:0 Carlos Lugo 35                                                                |
| 9 kwietnia 2008  | Alianza Atlético Sullana – Club Sporting Cristal 1:2 Frank Rojas 82 – Miguel Ximénez 24, Carlos Lobatón 71                 |
| 9 kwietnia 2008  | FBC Melgar – Universidad San Martín Lima 2:1 Gerardo Garate 11, Sergio Ibarra 35 – Ronald Quinteros 45+3                   |
| 10 kwietnia 2008 | Atlético Minero Matucana – Coronel Bolognesi Tacna 3:1 Jorge Leyva 20, Nicolás Pisano 68, Ricky Perez 75 – Luis Ramirez 59 |
| 16 kwietnia 2008 | Alianza Lima – Cienciano Cuzco 0:0                                                                                         |

### Apertura 12
| Data             | Mecz |
| ---------------- | --- |
| 12 kwietnia 2008 | Universidad César Vallejo Trujillo – Universidad San Martín Lima 3:1 David Soria 24, Yuri Miñano 79 – Ronald Quinteros 5, Orlando Contreras 17s                                  |
| 13 kwietnia 2008 | Atlético Minero Matucana – Sport Áncash Huaraz 3:0vo Julio Melgar 71 – Johnny Martín Vegas 80 mecz zakończył się remisem 1:1 – zweryfikowany na walkower 3:0 dla Atlético Minero |
| 13 kwietnia 2008 | Universitario Lima – Sport Boys Callao 5:1 Héctor Hurtado 12, 64, 85, Roberto Jiménez 35, Donny Neyra 85 – Carlos Alberto Pérez 59                                               |
| 13 kwietnia 2008 | Alianza Atlético Sullana – Juan Aurich Chiclayo 1:1 Diego Bustamante 93 – Carlos Alberto Zegarra 47                                                                              |
| 13 kwietnia 2008 | Club Sporting Cristal – Alianza Lima 2:2 Carlos Lobatón 73, Manuel Tejada 88 – Wilmer Aguirre 23, Jhonnier Montaño 30                                                            |
| 13 kwietnia 2008 | Coronel Bolognesi Tacna – Cienciano Cuzco 0:1 Aldo Olcese 12 |
| 13 kwietnia 2008 | José Gálvez Chimbote – FBC Melgar 2:1 Johan Sotil 5, Claudio Velásquez 72 – Sergio Ibarra 24                                                                                     |

### Apertura 13
| Data             | Mecz |
| ---------------- | --- |
| 19 kwietnia 2008 | Cienciano Cuzco – Alianza Atlético Sullana 1:0 Carlos Javier Solís 28k                                     |
| 20 kwietnia 2008 | Sport Áncash Huaraz – Coronel Bolognesi Tacna 1:2 Johnny Olortegui 90 – Luis Ramirez 52, Miguel Mostto 70  |
| 20 kwietnia 2008 | FBC Melgar – Universitario Lima 0:1 Héctor Hurtado 82                                                      |
| 20 kwietnia 2008 | Juan Aurich Chiclayo – Universidad César Vallejo Trujillo 0:0                                              |
| 20 kwietnia 2008 | Sport Boys Callao – Club Sporting Cristal 1:1 Juan Quiñónez 36 – Miguel Ximénez 45                         |
| 20 kwietnia 2008 | Alianza Lima – Atlético Minero Matucana 4:1 Sidney Faiffer 20, 37, Wilmer Aguirre 49, 81 – Rodolfo Ojeda 8 |
| 20 kwietnia 2008 | Universidad San Martín Lima – José Gálvez Chimbote 1:1 Pedro García 35 – Johan Sotil 90                    |

### Apertura 14
| Data             | Mecz |
| ---------------- | --- |
| 26 kwietnia 2008 | Alianza Lima – Sport Áncash Huaraz 1:0 Paulo Hurtado 86                                                                                      |
| 26 kwietnia 2008 | Universidad César Vallejo Trujillo – Cienciano Cuzco 1:0 Carlos Augusto Orejuela 19                                                          |
| 27 kwietnia 2008 | Universidad San Martín Lima – Universitario Lima 1:1 Pedro García 16 – Héctor Hurtado 4                                                      |
| 27 kwietnia 2008 | José Gálvez Chimbote – Juan Aurich Chiclayo 4:0 Antonio Meza Cuadra 17, Johan Sotil 55, Claudio Velásquez 69, Yoshimar Yotun 90              |
| 27 kwietnia 2008 | FBC Melgar – Club Sporting Cristal 1:0 Sergio Ibarra 87                                                                                      |
| 27 kwietnia 2008 | Sport Boys Callao – Atlético Minero Matucana 2:1 Carlos Flores 4, Nick Montalva 76 – Ricky Perez 75                                          |
| 27 kwietnia 2008 | Alianza Atlético Sullana – Coronel Bolognesi Tacna 1:4 Jaime Ruiz 75 – Juan Diego González-Vigil 12, 56, Junior Ross 87, Gustavo Stagnaro 89 |

### Apertura 15
| Data        | Mecz |
| ----------- | --- |
| 3 maja 2008 | Club Sporting Cristal – Universidad César Vallejo Trujillo 3:0 Miguel Ximénez 12, 50, Carlos Lobatón 64                                    |
| 3 maja 2008 | Coronel Bolognesi Tacna – Alianza Lima 1:0 Juan Diego González-Vigil 87                                                                    |
| 4 maja 2008 | Cienciano Cuzco – Sport Boys Callao 1:0 Gustavo Vasallo 93                                                                                 |
| 4 maja 2008 | Sport Áncash Huaraz – Universidad San Martín Lima 1:0 Germán Carty 81                                                                      |
| 4 maja 2008 | Juan Aurich Chiclayo – FBC Melgar 1:0 José Moisela 87k                                                                                     |
| 4 maja 2008 | Atlético Minero Matucana – Alianza Atlético Sullana 0:0                                                                                    |
| 4 maja 2008 | Universitario Lima – José Gálvez Chimbote 3:2 Jesus Rabanal 21, Roberto Jiménez 28, Donny Neyra 75 – Claudio Velásquez 11, Juan Iriarte 24 |

### Apertura 16
| Data        | Mecz |
| ----------- | --- |
| 4 maja 2008 | Alianza Atlético Sullana – Sport Áncash Huaraz 3:0 Nelinho Minzun Quina 42, Diego Bustamante 47, Jaime Ruiz 60           |
| 4 maja 2008 | Universitario Lima – Juan Aurich Chiclayo 3:1 Miguel Ángel Torres 7, Rainer Torres 38, Donny Neyra 73 – José Moisela 43k |
| 4 maja 2008 | Universidad San Martín Lima – Club Sporting Cristal 0:1 Miguel Ximénez 1                                                 |
| 4 maja 2008 | José Gálvez Chimbote – Cienciano Cuzco 1:1 Antonio Meza Cuadra 47 – Masakatsu Sawa 33                                    |
| 4 maja 2008 | FBC Melgar – Atlético Minero Matucana 1:1 Sergio Ibarra 20 – José Cordova 61                                             |
| 4 maja 2008 | Universidad César Vallejo Trujillo – Coronel Bolognesi Tacna 2:0 Carlos Augusto Orejuela 75, Víctor Carbajal 85          |
| 4 maja 2008 | Sport Boys Callao – Alianza Lima 2:1 Carlos Alberto Pérez 74, Gianfranco Espinoza 80 – Wilmer Aguirre 52                 |

### Apertura 17
| Data         | Mecz |
| ------------ | --- |
| 10 maja 2008 | Atlético Minero Matucana – Universidad César Vallejo Trujillo 0:0                                                                                     |
| 10 maja 2008 | Club Sporting Cristal – José Gálvez Chimbote 3:2 Roberto Palacios 12, Miguel Villalta 88, Carlos Lobatón 90 – Antonio Meza Cuadra 15, Juan Iriarte 62 |
| 10 maja 2008 | Cienciano Cuzco – FBC Melgar 1:0 Carlos Javier Solís 15k                                                                                              |
| 10 maja 2008 | Alianza Lima – Alianza Atlético Sullana 0:1 Jaime Ruiz 24                                                                                             |
| 10 maja 2008 | Coronel Bolognesi Tacna – Sport Boys Callao 3:0 Luis Ramirez 33, Mario Soto 66, Juan Diego González-Vigil 83                                          |
| 11 maja 2008 | Juan Aurich Chiclayo – Universidad San Martín Lima 1:0 Roberto Holsen 59                                                                              |
| 11 maja 2008 | Sport Áncash Huaraz – Universitario Lima 0:1 Jesus Rabanal 66                                                                                         |

### Apertura 18
| Data            | Mecz |
| --------------- | --- |
| 14 maja 2008    | Juan Aurich Chiclayo – Club Sporting Cristal 1:0 Fernando García 46                                                  |
| 14 maja 2008    | José Gálvez Chimbote – Coronel Bolognesi Tacna 0:0                                                                   |
| 14 maja 2008    | Universidad César Vallejo Trujillo – Alianza Atlético Sullana 2:0 Gabriel García 82, Carlos Augusto Orejuela 92      |
| 14 maja 2008    | FBC Melgar – Alianza Lima 1:1 Richard Mercado 97 – Enrique Bologna 42k                                               |
| 25 czerwca 2008 | Sport Boys Callao – Sport Áncash Huaraz 2:1 Ramon Rodriguez 44, Cristian Latorre 82 – Orlando Allende 2              |
| 25 czerwca 2008 | Universidad San Martín Lima – Atlético Minero Matucana 4:0 Manuel Barreto 11, 24, Roberto Ovelar 36k, 45             |
| 2 lipca 2008    | Universitario Lima – Cienciano Cuzco 3:1 Héctor Hurtado 28, Jorge Araujo 44, Mayer Candelo 71k – Gustavo Vassallo 62 |

### Apertura 19
| Data            | Mecz |
| --------------- | --- |
| 17 maja 2008    | Cienciano Cuzco – Universidad San Martín Lima 0:0                                                                                                   |
| 18 maja 2008    | Sport Áncash Huaraz – Juan Aurich Chiclayo 3:2 Jairo Cárdenas 12, Rafael Villanueva 54, Jose Yances 91 – Jose Guavara Tinoco 24, Fernando García 58 |
| 18 maja 2008    | Alianza Atlético Sullana – Sport Boys Callao 0:0 |
| 25 czerwca 2008 | Coronel Bolognesi Tacna – FBC Melgar 1:1 Heiner Chavez 55 – Jorge Pereyra 56                                                                        |
| 25 czerwca 2008 | Alianza Lima – Universidad César Vallejo Trujillo 2:1 Reimond Manco 25, Wilmer Aguirre 80 – Carlos Augusto Orejuela 5                               |
| 25 czerwca 2008 | Club Sporting Cristal – Universitario Lima 1:2 Daniel Sánchez 26 – Donny Neyra 8, Héctor Hurtado 43                                                 |
| 12 lipca 2008   | Atlético Minero Matucana – José Gálvez Chimbote 2:1 ?, Jorge Leyva 82 – Antonio Meza Cuadra 20                                                      |

### Apertura 20
| Data          | Mecz |
| ------------- | --- |
| 12 lipca 2008 | Club Sporting Cristal – Cienciano Cuzco 1:0 Jesús Cabrera 80                                                                                 |
| 12 lipca 2008 | Universidad César Vallejo Trujillo – Sport Áncash Huaraz 0:1 Germán Carty 33                                                                 |
| 12 lipca 2008 | Universitario Lima – Coronel Bolognesi Tacna 1:0 Donny Neyra 68                                                                              |
| 12 lipca 2008 | Juan Aurich Chiclayo – Atlético Minero Matucana 1:0 Fernando García 39                                                                       |
| 12 lipca 2008 | José Gálvez Chimbote – Alianza Atlético Sullana 1:0 Claudio Velásquez 17                                                                     |
| 12 lipca 2008 | FBC Melgar – Sport Boys Callao 1:1 Sergio Ibarra 40 – Carlos Alberto Pérez 67                                                                |
| 12 lipca 2008 | Universidad San Martín Lima – Alianza Lima 5:0 Pedro García 16, 36, John Hinostroza 22, Roberto Silva 29, Alexander Gustavo Sanchez Reyes 65 |

### Apertura 21
| Data         | Mecz |
| ------------ | --- |
| 24 maja 2008 | Alianza Lima – José Gálvez Chimbote 3:0 Wilmer Aguirre 12, 77, 87                                                                     |
| 25 maja 2008 | Cienciano Cuzco – Juan Aurich Chiclayo 3:2 Carlos Javier Solís 30k, Gustavo Vasallo 25, Masakatsu Sawa 35 – Roberto Holsen 3, 20      |
| 25 maja 2008 | Coronel Bolognesi Tacna – Universidad San Martín Lima 1:2 Juan Diego González-Vigil 24k – José Díaz 43, Roberto Silva 44              |
| 25 maja 2008 | Sport Boys Callao – Universidad César Vallejo Trujillo 3:1 Moisés Cabada 16, Carlos Alberto Pérez 25, 65 – Carlos Augusto Orejuela 68 |
| 25 maja 2008 | Sport Áncash Huaraz – Club Sporting Cristal 1:2 Germán Carty 51 – Paul Cominges 19, Carlos Lobatón 77k                                |
| 25 maja 2008 | Atlético Minero Matucana – Universitario Lima 0:2 Roberto Jiménez 21, Gianfranco Labarthe 71                                          |
| 25 maja 2008 | Alianza Atlético Sullana – FBC Melgar 3:0 Nelinho Minzun Quina 70, Diego Bustamante 85 – Larry Yáñez 44s                              |

### Apertura 22
| Data            | Mecz |
| --------------- | --- |
| 21 czerwca 2008 | Universitario Lima – Alianza Atlético Sullana 2:1 Donny Neyra 4, Héctor Hurtado 20 – Jaime Ruiz 45                                       |
| 21 czerwca 2008 | Juan Aurich Chiclayo – Alianza Lima 1:2 José Moisela 52, Johnny Lalopu 72s – Sidney Faiffer 22                                           |
| 21 czerwca 2008 | Club Sporting Cristal – Coronel Bolognesi Tacna 1:1 Renzo Sheput 18 – Juan Diego González-Vigil 75                                       |
| 22 czerwca 2008 | Universidad San Martín Lima – Sport Boys Callao 0:0                                                                                      |
| 22 czerwca 2008 | José Gálvez Chimbote – Universidad César Vallejo Trujillo 2:2 Antonio Meza Cuadra 51, 73 – Miguel Rebosio 21, Carlos Augusto Orejuela 44 |
| 22 czerwca 2008 | FBC Melgar – Sport Áncash Huaraz 0:2 Germán Carty 23, Orlando Allende 80                                                                 |
| 22 czerwca 2008 | Cienciano Cuzco – Atlético Minero Matucana 1:0 Franco Navarro Mandayo 54                                                                 |

### Apertura 23
| Data            | Mecz |
| --------------- | --- |
| 28 czerwca 2008 | Sport Boys Callao – José Gálvez Chimbote 0:0                                                                                                 |
| 29 czerwca 2008 | Sport Áncash Huaraz – Cienciano Cuzco 3:3 Germán Carty 9, 90, José Martinez 18 – Gustavo Vasallo 29, Roberto Guizasola 59, Masakatsu Sawa 87 |
| 29 czerwca 2008 | Atlético Minero Matucana – Club Sporting Cristal 3:1 Carlos Elías 27 Jorge Leyva 42, Franco Geovanny Mendoza 90 – Paul Cominges 57           |
| 29 czerwca 2008 | Coronel Bolognesi Tacna – Juan Aurich Chiclayo 3:1 Junior Ross 5, Juan Diego González-Vigil 10, Juan Barros 67 – Mario Augusto Gómez 45      |
| 29 czerwca 2008 | Alianza Atlético Sullana – Universidad San Martín Lima 1:1 Jaime Ruiz 40 – Roberto Silva 36                                                  |
| 29 czerwca 2008 | Universidad César Vallejo Trujillo – FBC Melgar 1:0 Christian Zúñiga 51                                                                      |
| 6 lipca 2008    | Alianza Lima – Universitario Lima 1:1 Wilmer Aguirre 77 – Donny Neyra 75                                                                     |

### Apertura 24
| Data          | Mecz |
| ------------- | --- |
| 5 lipca 2008  | Club Sporting Cristal – Alianza Atlético Sullana 3:1 Miguel Ximénez 70k, ?, Daniel Sánchez 82 – Nelinho Minzun Quina 73 |
| 5 lipca 2008  | Coronel Bolognesi Tacna – Atlético Minero Matucana 2:1 Luis La Torre 64, Juan Barros 74 – Walter Busse 6                |
| 6 lipca 2008  | José Gálvez Chimbote – Sport Áncash Huaraz 1:0 José Chacón 40                                                           |
| 6 lipca 2008  | Juan Aurich Chiclayo – Sport Boys Callao 3:0 Roberto Cornejo 36, Mario Augusto Gómez 52 – Marco Ruiz 54s                |
| 6 lipca 2008  | Universidad San Martín Lima – FBC Melgar 2:0 Roberto Ovelar 73, Pedro García 83                                         |
| 13 lipca 2008 | Universitario Lima – Universidad César Vallejo Trujillo 0:0                                                             |
| 13 lipca 2008 | Cienciano Cuzco – Alianza Lima 3:2 Gustavo Vasallo 67, Jimmy Flores 86, Julio García 92 – Wilmer Aguirre 34, 57         |

### Apertura 25
| Data          | Mecz |
| ------------- | --- |
| 13 lipca 2008 | Universidad San Martín Lima – Universidad César Vallejo Trujillo 4:0 Pedro García 8, 43, Christian Cueva 14, Roberto Ovelar 80 |
| 13 lipca 2008 | Sport Áncash Huaraz – Atlético Minero Matucana 1:0 Germán Carty 92                                                             |
| 13 lipca 2008 | Sport Boys Callao – Universitario Lima 2:1 Guissepe Ramos 60, José Luis Núñez 84 – Gianfranco Labarthe 37                      |
| 13 lipca 2008 | Juan Aurich Chiclayo – Alianza Atlético Sullana 0:2 Javier Soria 20, Diego Bustamante 67                                       |
| 13 lipca 2008 | Alianza Lima – Club Sporting Cristal 1:3 Renzo Benavides 81 – Miguel Ximénez 45+1, 52, Carlos Lobatón 87                       |
| 13 lipca 2008 | Cienciano Cuzco – Coronel Bolognesi Tacna 1:3 Franco Navarro Mandayo 16 – Luis Ramirez 50, 53, 77                              |
| 13 lipca 2008 | FBC Melgar – José Gálvez Chimbote 1:0 Sergio Ibarra 4                                                                          |

### Apertura 26
| Data          | Mecz |
| ------------- | --- |
| 13 lipca 2008 | Coronel Bolognesi Tacna – Sport Áncash Huaraz 2:1 Juan Diego González-Vigil 23, Luis Ramirez 73 – Germán Carty 83                         |
| 13 lipca 2008 | Universidad César Vallejo Trujillo – Juan Aurich Chiclayo 2:1 David Soria 3k, Ricardo Caldas 86 – Carlos Alberto Zegarra 8                |
| 13 lipca 2008 | Club Sporting Cristal – Sport Boys Callao 5:1 Miguel Ximénez 11, 36, 55, Daniel Sánchez 19, Roberto Palacios 27 – Carlos Alberto Pérez 72 |
| 13 lipca 2008 | José Gálvez Chimbote – Universidad San Martín Lima 0:2 Pedro García 27, Jhon Hinostroza 70                                                |
| 13 lipca 2008 | Atlético Minero Matucana – Alianza Lima 0:0                                                                                               |
| 13 lipca 2008 | Universitario Lima – FBC Melgar 2:0 Rainer Torres 37, Héctor Hurtado 69                                                                   |
| 13 lipca 2008 | Alianza Atlético Sullana – Cienciano Cuzco 1:0 Giancarlo Carmona 57                                                                       |

### Tabela końcowa turnieju Apertura 2008
| Poz | Klub                               | Mecze | Zw | Rem | Por | Pkt | BrZd | BrStr |
| --- | ---------------------------------- | ----- | -- | --- | --- | --- | ---- | ----- |
| 1   | Universitario Lima                 | 26    | 16 | 7   | 3   | 55  | 40   | 21    |
| 2   | Club Sporting Cristal              | 26    | 15 | 4   | 7   | 49  | 46   | 32    |
| 3   | Universidad San Martín Lima        | 26    | 11 | 10  | 5   | 43  | 40   | 20    |
| 4   | Cienciano Cuzco                    | 26    | 12 | 5   | 9   | 41  | 37   | 28    |
| 5   | Coronel Bolognesi Tacna            | 26    | 10 | 8   | 8   | 38  | 33   | 28    |
| 6   | Alianza Atlético Sullana           | 26    | 10 | 4   | 12  | 34  | 28   | 28    |
| 7   | Universidad César Vallejo Trujillo | 26    | 9  | 7   | 10  | 34  | 26   | 32    |
| 8   | Juan Aurich Chiclayo               | 26    | 9  | 6   | 11  | 33  | 27   | 30    |
| 9   | José Gálvez Chimbote               | 26    | 7  | 9   | 10  | 30  | 26   | 32    |
| 10  | FBC Melgar                         | 26    | 7  | 9   | 10  | 30  | 18   | 25    |
| 11  | Alianza Lima                       | 26    | 7  | 8   | 11  | 29  | 27   | 32    |
| 12  | Sport Áncash Huaraz                | 26    | 9  | 2   | 15  | 29  | 25   | 36    |
| 13  | Sport Boys Callao                  | 26    | 7  | 8   | 11  | 27* | 23   | 42    |
| 14  | Atlético Minero Matucana           | 26    | 6  | 7   | 13  | 25  | 26   | 36    |

- Sport Boys Callao – 2 punkty odjęte

### Klasyfikacja strzelców bramek Apertura 2008
| Gole | Piłkarz                   | Klub                        |
| ---- | ------------------------- | --------------------------- |
| 20   | Miguel Ximénez            | Club Sporting Cristal       |
| 13   | Juan Diego González-Vigil | Coronel Bolognesi Tacna     |
| 12   | Héctor Hurtado            | Universitario Lima          |
| 12   | Jaime Ruiz                | Alianza Atlético Sullana    |
| 11   | Wilmer Aguirre            | Alianza Lima                |
| 11   | Gustavo Vasallo           | Cienciano Cuzco             |
| 10   | Germán Carty              | Sport Áncash Huaraz         |
| 9    | Donny Neyra               | Universitario Lima          |
| 9    | Sergio Ibarra             | FBC Melgar                  |
| 9    | Carlos Alberto Pérez      | Sport Boys Callao           |
| 9    | Pedro García              | Universidad San Martín Lima |

## Torneo Clausura 2008

### Clausura 2
| Data          | Mecz                                                                                          |
| ------------- | --------------------------------------------------------------------------------------------- |
| 26 lipca 2008 | Universidad San Martín Lima – Sport Áncash Huaraz 3:0 Roberto Ovelar 11, 29, José Díaz 24     |
| 26 lipca 2008 | Alianza Lima – Coronel Bolognesi Tacna 1:2 Rubén Mori 44 – Juan Barros 17, 27                 |
| 26 lipca 2008 | FBC Melgar – Juan Aurich Chiclayo 2:0 Paulo Ramos 22, Sergio Ibarra 78                        |
| 26 lipca 2008 | Universidad César Vallejo Trujillo – Club Sporting Cristal 1:0 David Soria 44                 |
| 27 lipca 2008 | Sport Boys Callao – Cienciano Cuzco 0:0                                                       |
| 27 lipca 2008 | Alianza Atlético Sullana – Atlético Minero Matucana 2:0 Pedro Ascoy 31, Jhonatan Rodríguez 74 |
| 27 lipca 2008 | José Gálvez Chimbote – Universitario Lima 2:0 Cristián Muñoz 6, Claudio Velásquez 62          |

### Clausura 3
| Data             | Mecz |
| ---------------- | --- |
| 30 lipca 2008    | Cienciano Cuzco – José Gálvez Chimbote 2:1 Carlos Javier Solís 17, Piero Alva 64 – Jair Iglesias 65          |
| 30 lipca 2008    | Sport Áncash Huaraz – Alianza Atlético Sullana 0:0                                                           |
| 30 lipca 2008    | Atlético Minero Matucana – FBC Melgar 2:0 Natalio Portillo 17, 27                                            |
| 30 lipca 2008    | Club Sporting Cristal – Universidad San Martín Lima 1:0 Miguel Villalta 59                                   |
| 30 lipca 2008    | Coronel Bolognesi Tacna – Universidad César Vallejo Trujillo 1:2 Mario Soto – Carlos Augusto Orejuela 16, 26 |
| 20 sierpnia 2008 | Alianza Lima – Sport Boys Callao 2:0 Jhonnier Montaño 31, 81                                                 |
| 27 sierpnia 2008 | Juan Aurich Chiclayo – Universitario Lima 1:1 Carlos Alberto Zegarra 61k – Héctor Hurtado 3                  |

### Clausura 4
| Data            | Mecz |
| --------------- | --- |
| 2 sierpnia 2008 | Alianza Atlético Sullana – Alianza Lima 1:0 Diego Bustamante 57                                                                        |
| 2 sierpnia 2008 | Sport Boys Callao – Coronel Bolognesi Tacna 1:2 Guillermo Hidalgo 43k – Jesús Chávez Salazar 21, 50                                    |
| 2 sierpnia 2008 | Universitario Lima – Sport Áncash Huaraz 2:2 Mayer Candelo 34, Roberto Jiménez 66 – Carlos Flores 57, Ronaille Calheira 74             |
| 3 sierpnia 2008 | FBC Melgar – Cienciano Cuzco 1:0 Larry Yáñez 75                                                                                        |
| 3 sierpnia 2008 | Universidad San Martín Lima – Juan Aurich Chiclayo 1:0 Roberto Ovelar 34                                                               |
| 3 sierpnia 2008 | José Gálvez Chimbote – Club Sporting Cristal 3:2 Claudio Velásquez 7, Antonio Meza Cuadra 38, Miguel Llanos 60 – Miguel Ximénez 21, 31 |
| 3 sierpnia 2008 | Universidad César Vallejo Trujillo – Atlético Minero Matucana 1:2 Gabriel García 83 – Natalio Portillo 40, Renzo Benavides 45          |

### Clausura 1
| Data             | Mecz |
| ---------------- | --- |
| 6 sierpnia 2008  | Sport Áncash Huaraz – Alianza Lima 3:1 Ronaille Calheira 31, 57, Germán Carty 61 – Pedro Antonio Aparicio 65                                |
| 6 sierpnia 2008  | Club Sporting Cristal – FBC Melgar 4:1 Miguel Ximénez 15, Luis Daniel Hernández 20, Daniel Sánchez 52, Christian Ramos 64 – Hilden Salas 63 |
| 6 sierpnia 2008  | Juan Aurich Chiclayo – José Gálvez Chimbote 0:1 Claudio Velásquez 49                                                                        |
| 6 sierpnia 2008  | Cienciano Cuzco – Universidad César Vallejo Trujillo 2:1 Piero Alva 30, Mauricio Alejandro Montes 52 – Luis Daniel Hernández 70             |
| 6 sierpnia 2008  | Atlético Minero Matucana – Sport Boys Callao 5:0 Franco Geovanny Mendoza 37, Natalio Portillo 62, Jorge Leiva 75, 80, 90                    |
| 6 sierpnia 2008  | Coronel Bolognesi Tacna – Alianza Atlético Sullana 0:4 Pedro Ascoy 30, Diego Bustamante 42, Saulo Aponte 61, 66                             |
| 24 września 2008 | Universitario Lima – Universidad San Martín Lima 2:1 Carlos Alberto Galván 56, Roberto Jiménez 83 – Pedro García 22                         |

### Clausura 5
| Data             | Mecz |
| ---------------- | --- |
| 9 sierpnia 2008  | Coronel Bolognesi Tacna – José Gálvez Chimbote 3:1 Juan Barros 17, Junior Ross 41, Enrique Ismodes 90 – Claudio Velásquez 47k |
| 10 sierpnia 2008 | Club Sporting Cristal – Juan Aurich Chiclayo 2:0 Miguel Ximénez 9, 86                                                         |
| 10 sierpnia 2008 | Alianza Atlético Sullana – Universidad César Vallejo Trujillo 0:1 Ricardo Caldas 84                                           |
| 10 sierpnia 2008 | Atlético Minero Matucana – Universidad San Martín Lima 0:3 José Díaz 53, Roberto Ovelar 14, 81                                |
| 10 sierpnia 2008 | Cienciano Cuzco – Universitario Lima 2:1 Manuel Marengo 52, Edson Uribe 55 – Mayer Candelo 24                                 |
| 10 sierpnia 2008 | Sport Áncash Huaraz – Sport Boys Callao 2:1 Jean Cancar 22 – Carlos Flores 43, Carlos Sotelo 65                               |
| 10 sierpnia 2008 | Alianza Lima – FBC Melgar 2:1 Ricardo Páez 10, Juan La Rosa 88 – Sergio Ibarra 48                                             |

### Clausura 6
| Data             | Mecz |
| ---------------- | --- |
| 13 sierpnia 2008 | Juan Aurich Chiclayo – Sport Áncash Huaraz 4:1 Carlos Alberto Zegarra 5, Jair Butrón 48, César Sánchez 73, Fernando García 83 – Ronaille Calheira 44 |
| 13 sierpnia 2008 | Universitario Lima – Club Sporting Cristal 1:2 Miguel Ángel Torres 9 – Roberto Palacios 30, Daniel Sánchez 36                                        |
| 13 sierpnia 2008 | José Gálvez Chimbote – Atlético Minero Matucana 0:0                                                                                                  |
| 13 sierpnia 2008 | Universidad César Vallejo Trujillo – Alianza Lima 0:2 Juan Diego González-Vigil 33, Juan La Rosa 64                                                  |
| 13 sierpnia 2008 | Universidad San Martín Lima – Cienciano Cuzco 1:1 Fernando del Solar 69 – Carlos Javier Solís 89                                                     |
| 13 sierpnia 2008 | FBC Melgar – Coronel Bolognesi Tacna 3:2 Paulo Ramos 3, Sergio Ibarra 35, Aldo Jara 45 – Junior Ross 14, Jesús Chávez Salazar 64                     |
| 13 sierpnia 2008 | Sport Boys Callao – Alianza Atlético Sullana 0:0 |

### Clausura 7
| Data             | Mecz |
| ---------------- | --- |
| 16 sierpnia 2008 | Sport Boys Callao – FBC Melgar 0:1 Jorge Soto 76                                                                                     |
| 16 sierpnia 2008 | Coronel Bolognesi Tacna – Universitario Lima 0:1 Luis Ramirez 88                                                                     |
| 17 sierpnia 2008 | Alianza Atlético Sullana – José Gálvez Chimbote 3:2 Frank Rojas 11, Diego Bustamante 52, 69 – Claudio Velásquez 38, Miguel Llanos 91 |
| 17 sierpnia 2008 | Atlético Minero Matucana – Juan Aurich Chiclayo 2:0 Alexander Fajardo 58, Ricky Perez 72                                             |
| 17 sierpnia 2008 | Cienciano Cuzco – Club Sporting Cristal 2:1 Edson Uribe 51k – Miguel Villalta 55s, Miguel Ximénez 83                                 |
| 17 sierpnia 2008 | Sport Áncash Huaraz – Universidad César Vallejo Trujillo 1:0 Ronaille Calheira 80                                                    |
| 17 sierpnia 2008 | Alianza Lima – Universidad San Martín Lima 1:3 Ricardo Páez 8s, 45 – José Díaz 51, Roberto Ovelar 65                                 |

### Clausura 8
| Data             | Mecz |
| ---------------- | --- |
| 23 sierpnia 2008 | Club Sporting Cristal – Sport Áncash Huaraz 2:1 Carlos Lobatón 72, 75 – Jhonny Vegas 59                                                                                |
| 23 sierpnia 2008 | Universitario Lima – Atlético Minero Matucana 1:1 Giancarlo Carmona 85 – Rodolfo Ojeda 90k                                                                             |
| 23 sierpnia 2008 | Universidad César Vallejo Trujillo – Sport Boys Callao 3:0 Gabriel García 53, 66k, Martin Peula 58                                                                     |
| 24 sierpnia 2008 | José Gálvez Chimbote – Alianza Lima 4:3 Angelo Cruzado 14, Claudio Velásquez 58, 84, Antonio Meza Cuadra 67 – Wilmer Aguirre 47, Sidney Faiffer 86, Ernesto Arakaki 87 |
| 24 sierpnia 2008 | FBC Melgar – Alianza Atlético Sullana 0:0 |
| 24 sierpnia 2008 | Juan Aurich Chiclayo – Cienciano Cuzco 1:0 Jair Butrón 68 |
| 24 sierpnia 2008 | Universidad San Martín Lima – Coronel Bolognesi Tacna 3:1 José Díaz 37, 77, Pedro García 69 – Roberto Emanuel Demus 57                                                 |

### Clausura 9
| Data             | Mecz |
| ---------------- | --- |
| 30 sierpnia 2008 | Sport Áncash Huaraz – FBC Melgar 2:1 Carlos Flores 30k, 53 – Jorge Soto 32                                                                                         |
| 30 sierpnia 2008 | Atlético Minero Matucana – Cienciano Cuzco 1:1 Nick Montalva 89 – Piero Alva 69                                                                                    |
| 30 sierpnia 2008 | Sport Boys Callao – Universidad San Martín Lima 2:5 Flavio Maestri 27, Edilberto Salazar 86 – Pedro García 46, 51, Carlos Alberto Pérez 60k, 70, Manuel Barreto 81 |
| 30 sierpnia 2008 | Universidad César Vallejo Trujillo – José Gálvez Chimbote 2:3 David Soria 65k, Carlos Augusto Orejuela 93 – Jair Iglesias 13, Antonio Meza Cuadra 45, 57           |
| 31 sierpnia 2008 | Alianza Atlético Sullana – Universitario Lima 1:1 Saulo Ponte 60 – Donny Neyra 95                                                                                  |
| 31 sierpnia 2008 | Alianza Lima – Juan Aurich Chiclayo 1:0 Diego Martínez Ferreira 32                                                                                                 |
| 31 sierpnia 2008 | Coronel Bolognesi Tacna – Club Sporting Cristal 0:1 Daniel Sánchez 88                                                                                              |

### Clausura 10
| Data             | Mecz |
| ---------------- | --- |
| 13 września 2008 | Cienciano Cuzco – Sport Áncash Huaraz 0:1 Valtencir Ribeiro 53                                                                                           |
| 13 września 2008 | Juan Aurich Chiclayo – Coronel Bolognesi Tacna 3:0 William Vasquez 24, Roberto Holsen 32, José Mendoza 88                                                |
| 13 września 2008 | Club Sporting Cristal – Atlético Minero Matucana 1:0 Paul Cominges 56                                                                                    |
| 14 września 2008 | Universitario Lima – Alianza Lima 1:2 Mayer Candelo 67k – Juan Diego González-Vigil 73, Wilmer Aguirre 75                                                |
| 14 września 2008 | Universidad San Martín Lima – Alianza Atlético Sullana 3:1 Fernando del Solar 3, Ronald Quinteros 66, 94 – Pedro Ascoy 21                                |
| 14 września 2008 | FBC Melgar – Universidad César Vallejo Trujillo 2:0 Aldo Jara 5, Norbil Romero 54                                                                        |
| 14 września 2008 | José Gálvez Chimbote – Sport Boys Callao 5:0 Claudio Velásquez 23, Cristián Muñoz 66, Angelo Cruzado 70, Richard Maria Estigarribia 82, Juan Portilla 87 |

### Clausura 11
| Data                 | Mecz |
| -------------------- | --- |
| 17 września 2008     | Universidad César Vallejo Trujillo – Universitario Lima 2:0 Michael Guevara 75, 86                          |
| 17 września 2008     | Sport Boys Callao – Juan Aurich Chiclayo 1:1 Flavio Maestri 21 – Luis Guadalupe 58                          |
| 17 września 2008     | Alianza Atlético Sullana – Club Sporting Cristal 1:2 Javier Soria 19 – Wesley Brasilia 53, Paul Cominges 61 |
| 17 września 2008     | Alianza Lima – Cienciano Cuzco 2:0 Jhonnier Montaño 55k, Wilmer Aguirre 59                                  |
| 17 września 2008     | Atlético Minero Matucana – Coronel Bolognesi Tacna 2:0 Jean Tragodara 2, Franco Geovanny Mendoza 51         |
| 17 września 2008     | FBC Melgar – Universidad San Martín Lima 1:2 Sergio Ibarra 13 – Manuel Barreto 87, José Díaz 93             |
| 12 października 2008 | Sport Áncash Huaraz – José Gálvez Chimbote 2:0 Johnny Martín Vegas 35, Ismael Regalado 40                   |

### Clausura 12
| Data             | Mecz |
| ---------------- | --- |
| 20 września 2008 | Universitario Lima – Sport Boys Callao 2:0 Donny Neyra 56, Gianfranco Labarthe 70k                                                                           |
| 20 września 2008 | Coronel Bolognesi Tacna – Cienciano Cuzco 2:0 Juan Barros 13, Junior Ross 75k                                                                                |
| 20 września 2008 | Universidad César Vallejo Trujillo – Universidad San Martín Lima 1:1 Marcelo Mansilla 76 – José Díaz 79                                                      |
| 20 września 2008 | José Gálvez Chimbote – FBC Melgar 4:2 Antonio Meza Cuadra 12, Claudio Velásquez 22, 41, Richard Maria Estigarribia 80 – German Garate 34, Jesus Arizmendi 56 |
| 21 września 2008 | Atlético Minero Matucana – Sport Áncash Huaraz 0:0 |
| 21 września 2008 | Alianza Atlético Sullana – Juan Aurich Chiclayo 1:1 Frank Rojas 40 – José Moisela 49k                                                                        |
| 21 września 2008 | Club Sporting Cristal – Alianza Lima 1:2 Paul Cominges 41 – Sidney Faiffer 9, Wilmer Aguirre 30                                                              |

### Clausura 13
| Data             | Mecz |
| ---------------- | --- |
| 27 września 2008 | Sport Boys Callao – Club Sporting Cristal 1:2 Carlos Moura 40 – Amilton Prado 8, Daniel Sánchez 68                                            |
| 28 września 2008 | FBC Melgar – Universitario Lima 1:2 Sergio Ibarra 90 – Roberto Jiménez 15, 58                                                                 |
| 28 września 2008 | Alianza Lima – Atlético Minero Matucana 1:2 Ricardo Páez 79 – Juan Flores 69, Ricky Perez 81                                                  |
| 28 września 2008 | Juan Aurich Chiclayo – Universidad César Vallejo Trujillo 1:3 José Moisela 67 – Johan Vera 57, Carlos Augusto Orejuela 64, Víctor Carbajal 90 |
| 28 września 2008 | Sport Áncash Huaraz – Coronel Bolognesi Tacna 1:1 Ronaille Calheira 17 – Roberto Emanuel Demus 16                                             |
| 28 września 2008 | Cienciano Cuzco – Alianza Atlético Sullana 2:1 Mario Augusto Gómez 63, Juan Mariño 79 – Jonathan Rodriguez 9                                  |
| 28 września 2008 | Universidad San Martín Lima – José Gálvez Chimbote 1:0 Pedro García 80                                                                        |

### Clausura 14
| Data                | Mecz |
| ------------------- | --- |
| 4 października 2008 | Alianza Lima – Sport Áncash Huaraz 0:2 Luis Collantes 60, Javier Martínez 85                                           |
| 4 października 2008 | Sport Boys Callao – Atlético Minero Matucana 2:2 Junior Núñez 21, Sergio Junior 77 – Renzo Benavides 8, Jorge Leyva 82 |
| 5 października 2008 | Universidad César Vallejo Trujillo – Cienciano Cuzco 0:1 Mauricio Alejandro Montes 79                                  |
| 5 października 2008 | Universidad San Martín Lima – Universitario Lima 1:1 José Díaz 29k – Carlos Alberto Galván 82                          |
| 5 października 2008 | José Gálvez Chimbote – Juan Aurich Chiclayo 1:1 Antonio Meza Cuadra 57 – Roberto Holsen 55                             |
| 5 października 2008 | FBC Melgar – Club Sporting Cristal 1:1 Norbil Romero 70 – Amilton Prado 28                                             |
| 5 października 2008 | Alianza Atlético Sullana – Coronel Bolognesi Tacna 2:0 Diego Bustamante 15, Saulo Aponte 81                            |

### Clausura 15
| Data                 | Mecz |
| -------------------- | --- |
| 18 października 2008 | Coronel Bolognesi Tacna – Alianza Lima 3:4 Juan Barros 48, Gustavo Rodas 83, Adán Balbín 91 – Alexander Gustavo Sanchez Reyes 2, Derlis Florentín 38, Carlos Fernández 80, Wilmer Aguirre 93 |
| 18 października 2008 | Universitario Lima – José Gálvez Chimbote 1:1 Héctor Hurtado 25 – Claudio Velásquez 64 |
| 18 października 2008 | Club Sporting Cristal – Universidad César Vallejo Trujillo 1:1 Franco Razzotti 73 – Lee Andonayre 58                                                                                         |
| 19 października 2008 | Sport Áncash Huaraz – Universidad San Martín Lima 0:1 Christian Cueva 86 |
| 19 października 2008 | Juan Aurich Chiclayo – FBC Melgar 0:1 Sergio Ibarra 20 |
| 19 października 2008 | Cienciano Cuzco – Sport Boys Callao 4:1 Aldo Olcese 21, Piero Alva 24, Juan Mariño 80, Mauricio Alejandro Montes 89 – Sergio Junior 78                                                       |
| 19 października 2008 | Atlético Minero Matucana – Alianza Atlético Sullana 1:2 Josua Padilla 61 – Javier Soria 48, Ramon Rodriguez 79                                                                               |

### Clausura 16
| Data                 | Mecz |
| -------------------- | --- |
| 22 października 2008 | José Gálvez Chimbote – Cienciano Cuzco 1:0 Antonio Meza Cuadra 51                                                                                                  |
| 22 października 2008 | Alianza Atlético Sullana – Sport Áncash Huaraz 1:3 Frank Rojas 15 – Germán Carty 50, 82, Leonardo Aguilar 58                                                       |
| 22 października 2008 | Universitario Lima – Juan Aurich Chiclayo 4:0 Roberto Jiménez 3, 55, Julio Landauri 16, Donny Neyra 53                                                             |
| 22 października 2008 | FBC Melgar – Atlético Minero Matucana 2:2 Norbil Romero 19, Javier Pereyra 90 – Julio Melgar 52, Ricky Perez 73                                                    |
| 22 października 2008 | Sport Boys Callao – Alianza Lima 1:1 Víctor Rossel 22k – Wally Sanchez 54                                                                                          |
| 22 października 2008 | Universidad San Martín Lima – Club Sporting Cristal 2:1 Fernando del Solar 40, José Díaz 58 – Miguel Ximénez 7k                                                    |
| 22 października 2008 | Universidad César Vallejo Trujillo – Coronel Bolognesi Tacna 4:1 Erick Torres 41, Marcelo Mansilla 51, Francisco Hernández 65k, Gabriel García 87 – José García 85 |

### Clausura 17
| Data                 | Mecz |
| -------------------- | --- |
| 25 października 2008 | Coronel Bolognesi Tacna – Sport Boys Callao 0:0                                                           |
| 26 października 2008 | Sport Áncash Huaraz – Universitario Lima 3:0 Ronaille Calheira 24, 53, 68                                 |
| 26 października 2008 | Club Sporting Cristal – José Gálvez Chimbote 3:0 Miguel Ximénez 8, 16, 23                                 |
| 26 października 2008 | Atlético Minero Matucana – Universidad César Vallejo Trujillo 1:0 Natalio Portillo 29                     |
| 26 października 2008 | Juan Aurich Chiclayo – Universidad San Martín Lima 0:2 Roberto Ovelar 3, José Díaz 45k                    |
| 26 października 2008 | Cienciano Cuzco – FBC Melgar 3:1 Cristián Guevara 55, 62k, César Ñahui 77 – German Garate 15              |
| 26 października 2008 | Alianza Lima – Alianza Atlético Sullana 1:2 Wilmer Aguirre 76 – Jonathan Rodriguez 54, Márcio Valverde 89 |

### Clausura 18
| Data             | Mecz |
| ---------------- | --- |
| 1 listopada 2008 | Sport Boys Callao – Sport Áncash Huaraz 0:3 Leonardo Aguilar 41, Sergio Ubillús 46, Ronaille Calheira 88                        |
| 1 listopada 2008 | Universitario Lima – Cienciano Cuzco 1:1 Donny Neyra 42 – Piero Alva 4                                                          |
| 1 listopada 2008 | Universidad César Vallejo Trujillo – Alianza Atlético Sullana 2:1 Marcelo Mansilla 11, Luis Cordero 31 – Pedro Plaza 77         |
| 2 listopada 2008 | Juan Aurich Chiclayo – Club Sporting Cristal 2:1 Fernando García 25, Carlos Alberto Zegarra 60 – Miguel Ximénez 48              |
| 2 listopada 2008 | Universidad San Martín Lima – Atlético Minero Matucana 0:0                                                                      |
| 2 listopada 2008 | José Gálvez Chimbote – Coronel Bolognesi Tacna 3:1 Jair Iglesias 20, Angelo Cruzado 55, Antonio Meza Cuadra 67 – Adán Balbín 34 |
| 2 listopada 2008 | FBC Melgar – Alianza Lima 1:0 Rivelino Carassa 20                                                                               |

### Clausura 19
| Data              | Mecz |
| ----------------- | --- |
| 5 listopada 2008  | Sport Áncash Huaraz – Juan Aurich Chiclayo 2:0 Ronaille Calheira 58, 87                                                       |
| 5 listopada 2008  | Club Sporting Cristal – Universitario Lima 0:1 Giancarlo Carmona 39                                                           |
| 5 listopada 2008  | Atlético Minero Matucana – José Gálvez Chimbote 2:1 Natalio Portillo 31, Jorge Leiva 46 – Yosimar Yotún 26                    |
| 5 listopada 2008  | Alianza Lima – Universidad César Vallejo Trujillo 1:2 Henry Quinteros 42 – Lee Andonayre 54k, Richard Zúñiga 61               |
| 5 listopada 2008  | Cienciano Cuzco – Universidad San Martín Lima 2:1 Mauricio Alejandro Montes 50, Jimmy Corrales 60 – José Díaz 85k             |
| 5 listopada 2008  | Alianza Atlético Sullana – Sport Boys Callao 4:0 Jonathan Rodriguez 28, Márcio Valverde 40, Saulo Aponte 88, Joffre Rivera 89 |
| 19 listopada 2008 | Coronel Bolognesi Tacna – FBC Melgar 1:1 Roberto Emanuel Demus 4 – Sergio Ibarra 10                                           |

### Clausura 20
| Data             | Mecz |
| ---------------- | --- |
| 8 listopada 2008 | Universitario Lima – Coronel Bolognesi Tacna 1:2 Donny Neyra 32 – Rafael Farfán 18, Roberto Emanuel Demus 61        |
| 8 listopada 2008 | Universidad César Vallejo Trujillo – Sport Áncash Huaraz 2:1 Erick Torres 39, Ricardo Caldas 62 – Luis Collantes 73 |
| 9 listopada 2008 | Juan Aurich Chiclayo – Atlético Minero Matucana 1:0 Carlos Alberto Zegarra 60k                                      |
| 9 listopada 2008 | Club Sporting Cristal – Cienciano Cuzco 2:1 Miguel Ximénez 19, Roberto Palacios 53 – Carlos Salom 64                |
| 9 listopada 2008 | José Gálvez Chimbote – Alianza Atlético Sullana 0:0                                                                 |
| 9 listopada 2008 | FBC Melgar – Sport Boys Callao 3:1 Sergio Ibarra 25, 62, Gerardo Garate 87 – Sergio Junior 65                       |
| 9 listopada 2008 | Universidad San Martín Lima – Alianza Lima 1:0 Ronald Quinteros 66                                                  |

### Clausura 21
| Data              | Mecz |
| ----------------- | --- |
| 15 listopada 2008 | Cienciano Cuzco – Juan Aurich Chiclayo 3:1 Mauricio Alejandro Montes 22, Manuel Marengo 27, Piero Alva 79 – Édison Chará 6                                   |
| 15 listopada 2008 | Coronel Bolognesi Tacna – Universidad San Martín Lima 0:2 Ronald Quinteros 62, José Díaz 90                                                                  |
| 16 listopada 2008 | Sport Áncash Huaraz – Club Sporting Cristal 0:1 Carlos Lobatón 67                                                                                            |
| 16 listopada 2008 | Atlético Minero Matucana – Universitario Lima 1:1 José Galván 84 – Roberto Jiménez 70                                                                        |
| 16 listopada 2008 | Alianza Lima – José Gálvez Chimbote 2:1 Carlos Fernández 9, Wilmer Aguirre 59 – Claudio Velásquez 69                                                         |
| 16 listopada 2008 | Alianza Atlético Sullana – FBC Melgar 1:1 Frank Rojas 65 – Sergio Ibarra 80                                                                                  |
| 16 listopada 2008 | Sport Boys Callao – Universidad César Vallejo Trujillo 5:2 Sergio Junior 7, Víctor Rossel 10, 47, 84, Flavio Maestri 62 – Martin Peula 49, Ricardo Caldas 56 |

### Clausura 22
| Data              | Mecz |
| ----------------- | --- |
| 23 listopada 2008 | FBC Melgar – Sport Áncash Huaraz 2:1 Gerardo Garate 33, Norbil Romero 45+1 – Óscar Dastés 65                                                   |
| 23 listopada 2008 | Juan Aurich Chiclayo – Alianza Lima 1:3 Fernando García 75 – Manuel Corrales 2, Carlos Fernández 46, Alexander Gustavo Sanchez Reyes 55        |
| 23 listopada 2008 | Cienciano Cuzco – Atlético Minero Matucana 1:1 Carlos Salom 18 – Franco Geovanny Mendoza 45+2                                                  |
| 23 listopada 2008 | José Gálvez Chimbote – Universidad César Vallejo Trujillo 2:2 Claudio Velásquez 68, Antonio Meza Cuadra 70 – Manuel Ugaz 17, Gabriel García 79 |
| 25 listopada 2008 | Universitario Lima – Alianza Atlético Sullana 0:2 Pedro Ascoy 49, Javier Soria 70                                                              |
| 26 listopada 2008 | Club Sporting Cristal – Coronel Bolognesi Tacna 1:2 Franco Razotti 44s, Wenceslao Fernández 72 – Juan Barros 53                                |
| 26 listopada 2008 | Universidad San Martín Lima – Sport Boys Callao 0:0                                                                                            |

### Clausura 23
| Data              | Mecz |
| ----------------- | --- |
| 29 listopada 2008 | Alianza Lima – Universitario Lima 1:2 Pedro Antonio Aparicio 78k – Héctor Hurtado 5, 47                                  |
| 29 listopada 2008 | Universidad César Vallejo Trujillo – FBC Melgar 1:1 Martin Peula 79 – Sergio Ibarra 26                                   |
| 30 listopada 2008 | Sport Áncash Huaraz – Cienciano Cuzco 1:0 Jhonny Vegas 89                                                                |
| 30 listopada 2008 | Coronel Bolognesi Tacna – Juan Aurich Chiclayo 1:2 Roberto Emanuel Demus 3 – Carlos Alberto Zegarra 10k, Édison Chará 63 |
| 30 listopada 2008 | Atlético Minero Matucana – Club Sporting Cristal 0:1 Paul Cominges 38                                                    |
| 30 listopada 2008 | Alianza Atlético Sullana – Universidad San Martín Lima 1:2 Diego Bustamante 47 – Jorge Huamán 67, Jhon Hinostroza 84     |
| 30 listopada 2008 | Sport Boys Callao – José Gálvez Chimbote 1:2 Sergio Junior 86 – Richard Maria Estigarribia 17, Antonio Meza Cuadra 91    |

### Clausura 24
| Data           | Mecz |
| -------------- | --- |
| 3 grudnia 2008 | José Gálvez Chimbote – Sport Áncash Huaraz 1:1 Claudio Velásquez 23 – Javier Martínez 19                                                     |
| 3 grudnia 2008 | Universitario Lima – Universidad César Vallejo Trujillo 2:1 Donny Neyra 14, 29 – Víctor Carbajal 14                                          |
| 3 grudnia 2008 | Juan Aurich Chiclayo – Sport Boys Callao 2:0 César Sánchez 45+2, Roberto Holsen 49                                                           |
| 3 grudnia 2008 | Club Sporting Cristal – Alianza Atlético Sullana 1:1 Carlos Lobatón 12 – Márcio Valverde 80                                                  |
| 3 grudnia 2008 | Cienciano Cuzco – Alianza Lima 4:1 Carlos Salom 10, Mauricio Alejandro Montes 22, 84, Piero Alva 91k – Henry Quinteros 45                    |
| 3 grudnia 2008 | Coronel Bolognesi Tacna – Atlético Minero Matucana 3:2 Juan Barros 6, Gustavo Rodas 7, Junior Ross 26 – Jorge Leyva 45+1, Renzo Benavides 60 |
| 4 grudnia 2008 | Universidad San Martín Lima – FBC Melgar 0:1 Gary Correa 56k                                                                                 |

### Clausura 25
| Data           | Mecz |
| -------------- | --- |
| 7 grudnia 2008 | Sport Áncash Huaraz – Atlético Minero Matucana 2:2 Ronaille Calheira 32, Juan Carrillo 92 – Renzo Benavides 45, 62                       |
| 7 grudnia 2008 | Sport Boys Callao – Universitario Lima 0:0                                                                                               |
| 7 grudnia 2008 | Juan Aurich Chiclayo – Alianza Atlético Sullana 3:0 Fernando García 13, 28, Édison Chará 90                                              |
| 7 grudnia 2008 | Alianza Lima – Club Sporting Cristal 1:0 Pedro Antonio Aparicio 6                                                                        |
| 7 grudnia 2008 | Cienciano Cuzco – Coronel Bolognesi Tacna 2:2 Mauricio Alejandro Montes 34, Manuel Marengo 47 – Roberto Emanuel Demus 17, Juan Barros 26 |
| 7 grudnia 2008 | Universidad San Martín Lima – Universidad César Vallejo Trujillo 0:1 Gabriel García 63                                                   |
| 7 grudnia 2008 | FBC Melgar – José Gálvez Chimbote 2:1 Norbil Romero 18, 77 – Claudio Velásquez 68                                                        |

### Clausura 26
| Data            | Mecz |
| --------------- | --- |
| 13 grudnia 2008 | Club Sporting Cristal – Sport Boys Callao 2:0 Juan Lojas 8, Gianfranco Espejo 20                                                            |
| 14 grudnia 2008 | Coronel Bolognesi Tacna – Sport Áncash Huaraz 4:4 Junior Ross 18, 26, 55, Freddy Barros 95 – Juan Carrillo 46, 90, Ronaille Calheira 84, 92 |
| 14 grudnia 2008 | Universitario Lima – FBC Melgar 2:2 Roberto Jiménez 43k, 66 – Gary Correa 34, Javier Pereyra 68                                             |
| 14 grudnia 2008 | Universidad César Vallejo Trujillo – Juan Aurich Chiclayo 0:0                                                                               |
| 14 grudnia 2008 | Alianza Atlético Sullana – Cienciano Cuzco 3:0 Frank Rojas 35, Marco Casas 60, Ramon Rodriguez 89                                           |
| 14 grudnia 2008 | Atlético Minero Matucana – Alianza Lima 1:0 Nick Montalva 42                                                                                |
| 14 grudnia 2008 | José Gálvez Chimbote – Universidad San Martín Lima 2:2 Gerson Vasquez 18s, Carlos Ibarra 23, 37 – Manuel Barreto 26                         |

### Tabela końcowa turnieju Clausura 2008
| Poz | Klub                               | Mecze | Zw | Rem | Por | Pkt | BrZd | BrStr |
| --- | ---------------------------------- | ----- | -- | --- | --- | --- | ---- | ----- |
| 1   | Universidad San Martín Lima        | 26    | 15 | 6   | 5   | 51  | 41   | 20    |
| 2   | Club Sporting Cristal              | 26    | 14 | 3   | 9   | 45  | 36   | 25    |
| 3   | Sport Áncash Huaraz                | 26    | 12 | 7   | 7   | 43  | 39   | 29    |
| 4   | FBC Melgar                         | 26    | 11 | 7   | 8   | 40  | 35   | 34    |
| 5   | Cienciano Cuzco                    | 26    | 11 | 6   | 9   | 39  | 34   | 30    |
| 6   | Alianza Atlético Sullana           | 26    | 10 | 8   | 8   | 38  | 35   | 26    |
| 7   | Universidad César Vallejo Trujillo | 26    | 11 | 5   | 10  | 38  | 35   | 32    |
| 8   | Atlético Minero Matucana           | 26    | 9  | 10  | 7   | 37  | 32   | 26    |
| 9   | José Gálvez Chimbote               | 26    | 10 | 7   | 9   | 37  | 42   | 38    |
| 10  | Universitario Lima                 | 26    | 8  | 10  | 8   | 34  | 31   | 32    |
| 11  | Alianza Lima                       | 26    | 11 | 1   | 14  | 34  | 35   | 39    |
| 12  | Juan Aurich Chiclayo               | 26    | 8  | 5   | 13  | 29  | 25   | 34    |
| 13  | Coronel Bolognesi Tacna            | 26    | 7  | 5   | 14  | 26  | 34   | 51    |
| 14  | Sport Boys Callao                  | 26    | 1  | 8   | 17  | 11  | 17   | 55    |

### Klasyfikacja strzelców bramek Clausura 2008
| Gole | Piłkarz                   | Klub                        |
| ---- | ------------------------- | --------------------------- |
| 15   | Ronaille Calheira         | Sport Áncash Huaraz         |
| 15   | Claudio Velásquez         | José Gálvez Chimbote        |
| 12   | Miguel Ximénez            | Club Sporting Cristal       |
| 12   | José Díaz                 | Universidad San Martín Lima |
| 11   | Sergio Ibarra             | FBC Melgar                  |
| 10   | Antonio Meza Cuadra       | José Gálvez Chimbote        |
| 9    | Roberto Jiménez           | Universitario Lima          |
| 8    | Juan Barros               | Coronel Bolognesi Tacna     |
| 8    | Mauricio Alejandro Montes | Cienciano Cuzco             |
| 7    | Donny Neyra               | Universitario Lima          |
| 7    | Piero Alva                | Cienciano Cuzco             |
| 7    | Wilmer Aguirre            | Alianza Lima                |
| 7    | Roberto Ovelar            | Universidad San Martín Lima |
| 7    | Pedro García              | Universidad San Martín Lima |

## Tabela sumaryczna sezonu 2008
| Poz | Klub                               | Mecze | Zw | Rem | Por | Pkt | BrZd | BrStr |
| --- | ---------------------------------- | ----- | -- | --- | --- | --- | ---- | ----- |
| 1   | Universidad San Martín Lima        | 52    | 26 | 16  | 10  | 94  | 81   | 40    |
| 2   | Club Sporting Cristal              | 52    | 29 | 7   | 16  | 94  | 82   | 57    |
| 3   | Universitario Lima                 | 52    | 24 | 17  | 11  | 89  | 71   | 53    |
| 4   | Cienciano Cuzco                    | 52    | 23 | 11  | 18  | 80  | 71   | 58    |
| 5   | Alianza Atlético Sullana           | 52    | 20 | 12  | 20  | 72  | 63   | 54    |
| 6   | Sport Áncash Huaraz                | 52    | 21 | 9   | 22  | 72  | 64   | 65    |
| 7   | Universidad César Vallejo Trujillo | 52    | 20 | 12  | 20  | 72  | 61   | 64    |
| 8   | FBC Melgar                         | 52    | 18 | 16  | 18  | 70  | 53   | 59    |
| 9   | José Gálvez Chimbote               | 52    | 17 | 16  | 19  | 67  | 68   | 70    |
| 10  | Coronel Bolognesi Tacna            | 52    | 17 | 13  | 22  | 64  | 67   | 79    |
| 11  | Alianza Lima                       | 52    | 18 | 9   | 25  | 63  | 62   | 71    |
| 12  | Atlético Minero Matucana           | 52    | 15 | 17  | 20  | 62  | 58   | 62    |
| 13  | Juan Aurich Chiclayo               | 52    | 17 | 11  | 24  | 62  | 52   | 64    |
| 14  | Sport Boys Callao                  | 52    | 8  | 16  | 28  | 38* | 40   | 97    |

- Sport Boys Callao – 2 punkty odjęte

### Baraż o pozostanie w I lidze
| Data            | Mecz |
| --------------- | --- |
| 17 grudnia 2008 | Atlético Minero Matucana – Juan Aurich Chiclayo 1:2 Natalio Portillo 26 – Édison Chará 19, Carlos Alberto Zegarra 28 mecz rozegrany został w Limie |

W I lidze pozostał klub Juan Aurich Chiclayo. Klub Atlético Minero Matucana spadł do II ligi razem z zespołem Sport Boys Callao.
Do I ligi awansowały 4 kluby – Total Clean Arequipa (mistrz Segunda división peruana), Inti Gas Deportes Ayacucho (wicemistrz drugiej ligi), Sport Huancayo (zwycięzca turnieju Copa Perú) oraz Colegio Nacional Iquitos (wicemistrz Copa Perú).

## Campeonato Peruano 2008
Według regulaminu o mistrzostwo kraju walczą zwycięzcy turniejów Apertura i Clausura. Gdyby ten sam klub zwyciężył w obu tych turniejach, automatycznie zostałby mistrzem Peru. By dany klub mógł walczyć o mistrzostwo kraju, nie tylko musi wygrać jeden z dwóch turniejów (Apertura lub Clausura), ale jednocześnie musi zmieścić się w najlepszej szóstce drugiego turnieju. Jeśli jeden ze zwycięzców nie zmieści się w najlepszej szóstce drugiego turnieju, to meczu o mistrzostwo nie będzie, a mistrzem Peru będzie drużyna, która wygrała jeden z turniejów (Apertura lub Clausura) i w drugim znalazła się w pierwszej szóstce. W przypadku, gdy obaj zwycięzcy turniejów nie uplasują się w czołowej szóstce „przegranych turniejów”, to mistrzem Peru zostanie najlepszy klub w tabeli sumarycznej sezonu.
Ponieważ zwycięzca turnieju Apertura Universitario Lima w turnieju Clausura zajął 10. miejsce (niżej niż szóste), natomiast zwycięzca turnieju Calusura Universidad San Martín Lima zajął w turnieju Apertura 3. miejsce (wyżej niż szóste), mistrzem Peru w roku 2008 zgodnie z regulaminem został klub Universidad San Martín Lima. Wicemistrzem Peru został drugi w sumarycznej tabeli klub Club Sporting Cristal.